# Saison 2024-2025 de l'US Concarneau
Maillots
Chronologie
Saison précédente Saison suivante
La saison 2024-2025 de l'US Concarneau voit le club participer de nouveau au National à la suite de sa relégation de Ligue 2 à l'issue de la saison 2023-2024. Le club participe également à la Coupe de France où il débute au 5e tour comme tous les clubs de National.
Stéphane Le Mignan quitte le club et est remplacé au poste d'entraîneur par Stéphane Rossi alors que Jacques Piriou garde la présidence. Le club évolue de nouveau au Stade Guy-Piriou de Concarneau après avoir évolué la saison passée dans cinq stades différents, (Guingamp, Lorient, Brest et Caen, Rennes) en raison de la non-conformité du Stade Guy-Piriou. Le Stade Guy-Piriou sera en rénovation durant l'ensemble de la saison, limitant sa capacité à 2 539 places au lieu de 5 800.

## Effectif

### Prolongations de contrats
Durant l'inter-saison et malgré la descente en National, plusieurs joueurs vont prolonger leur contrat. En effet, Esteban Salles, Baptiste Mouazan et Isaac Matondo disposait dans leur contrat d'une clause prolongeant leur contrat d'une saison en cas de maintien du statut professionnel. Lors de la présentation de Stéphane Rossi, le nouvel entraîneur de l'USC, il est annoncé la prolongation de Thibault Sinquin pour une seizième saison à l'US Concarneau.
Le 11 juin, le club annonce la prolongation du capitaine Guillaume Jannez qui jouera une dix-huitième saison consécutive à l'US Concarneau. Le même jour, Maxime Etuin prolonge aussi d'une saison à l'USC, pour une quatrième saison consécutive à l'US Concarneau. Annoncé partant dans un premier temps, Abdelwahed Wahib est présent lors de la reprise des Thoniers et a prolongé son contrat avec l'USC tout comme Pierre Jouan, qui a signé son premier contrat professionnel,.

### Mercato d'été

#### Départs
La fin de la saison 2023-2024 marque la fin des prêts de Nassim Chadli et Kandet Diawara qui retournent au Havre AC ainsi que le prêt de Gabriel Barès, qui retourne au Montpellier HSC. La descente du club en National marque le départ de l'entraîneur Stéphane Le Mignan, qui avait fait monter les Thoniers en Ligue 2 une année plus tôt. Le 17 juin, le club annonce que le gardien de but Maxime Pattier ne prolongera pas à l'US Concarneau, il quitte le club après deux saisons. Le 19 juin, Clément Rodrigues, attaquant qui avait annoncé ne pas prolonger au club, signe au SC Bastia, club de Ligue 2.
Le 21 juin, le club annonce que 9 joueurs en fin de contrat, ne vont pas prolonger avec le club en National. Les défenseurs Julien Faussurier et Julien Célestine quittent l'USC, Célestine signe à l'Apollon Limassol. Les milieux de terrain Bryan Pelé et Alexandre Phliponeau quittent aussi le club. Enfin, les attaquants Pape Ibnou Ba, Bevic Moussiti-Oko, Yanis Merdji, Noha Ndombasi quittent également le club. Le 24 juin, le club annonce le départ de Tom Lebeau, milieu de terrain ayant évolué pendant deux saisons à l'USC. Le lendemain, le club annonce le départ de Romain Sans, arrière gauche et d'Issouf Paro, défenseur central, tous deux ayant participé à la montée du club en Ligue 2,.
Le 26 juin, le club annonce le départ d'Ambroise Gboho, champion de National. Le lendemain, le club annonce le départ d'Axel Urie ayant évolué deux saisons au club,. Le 1er juillet, le club annonce le départ d'Alec Georgen, champion de National avec l'USC. Le lendemain du départ d'Alec Georgen, le club annonce le départ de Mamadou Sylla, champion de National avec les Thoniers,. Le 8 juillet, Rémi Maugain quitte le club pour la TA Rennes. Le lendemain, Fahd El Khoumisti quitte le club après une saison marquée par une blessure aux ligaments.
Lors du dernier jour de mercato, Isaac Matondo quitte l'USC pour rejoindre la Slovénie et le Football Club Koper.

#### Arrivées
La première arrivée a lieu le 30 mai avec l'arrivée de l'entraîneur Stéphane Rossi qui succède à ce poste à Stéphane Le Mignan. Le 12 juin, le club annonce l'arrivée de sa première recrue, il s'agit de Justin Bourgault, âgé de 18 ans et ancien défenseur du Stade briochin en National 2. Le lendemain, le club annonce sa première recrue offensive puisque l'attaquant Youssouf Soukouna rejoint l'USC en provenance des Herbiers VF, club de National 2. Le même jour, le club annonce la venue d'un nouvel attaquant, l'ancien joueur du Havre AC, Amadou Samoura, qui évoluait essentiellement avec la réserve havraise.
Le mercato des Thoniers continuent leur mercato, le lendemain, Stanislas Kielt rejoint l'USC en provenance de l'AS Cannes, club de National 2. Le 17 juin, le club annonce l'arrivée du milieu de terrain Mansour Sy, qui évoluait en National la saison précédente, au Marignane GCB FC. Le lendemain, le club annonce l'arrivée du remplaçant de Maxime Pattier, il s'agit du gardien de but Antoine Philippon qui évoluait la saison passée au GOAL FC. Le club finistérien continue son mercato avec l'arrivée de Baptiste Etcheverria, en provenance de Bourges Foot 18, le 21 juin.
Le 24 juin, l'effectif concarnois continue de s'étoffer avec l'arrivée d'Amadou Seydi, joueur ayant évolué en National avec Paris 13 Atletico. Deux jours plus tard, le club annonce l'arrivée de Joseph Séry, attaquant ayant inscrit 7 buts en 25 matchs avec le FC Chamalières en National 2. Le lendemain, le club annonce l'arrivée de Frédéric Injaï, joueur du SO Cholet. Le 1er juillet, le club enregistre l'arrivée de Djessine Seba, défenseur central du SO Cholet. Le lendemain, le club annonce l'arrivée de Gino Caoki, joueur évoluant avec la réserve du FC Lorient. Le 17 juillet, le club annonce l'arrivée de Rayan Bamba, prêté par le Stade rennais FC.
Le 7 septembre, alors que le championnat a repris depuis 4 matchs, le club annonce l'arrivée de Gabriel Tutu, en provenance du Stade rennais FC. Quatre jours plus tard, le club annonce l'arrivée d'Arthur Tchaptchet, défenseur central prêté par le Stade de Reims.

### Mercato d'hiver
A la trêve, Stéphane Rossi annonce qu'il n'y aura pas d'arrivées sans départs mais face aux blessures de plusieurs joueurs, le club recrute le 20 janvier, Josselin Gromat, attaquant libre après son départ de l'AS Nancy-Lorraine. Le 27 janvier, le club annonce l'arrivée de deux joueurs en prêt, le défenseur portugais Amílcar Silva de Sochaux et le milieu de terrain Rayan Touzghar de Guingamp,.
Du côté des départs, le club annonce le 23 janvier, le départ de Justin Bourgault au Stade brestois 29 après un accord trouvé entre les deux clubs. 

## Historique

### L'avant-saison
Promu en Ligue 2 pour la première fois de son histoire, l'US Concarneau commence cette saison inédite avec la particularité de ne jamais jouer au Stade Guy-Piriou et jouera dans cinq stades différents (Guingamp, Lorient, Brest et Caen, Rennes). Durant cette saison, les Thoniers vont batailler pour le maintien dans un championnat qui connaît 4 descentes en raison de la réforme des championnats professionnels. Malgré avoir été pendant une bonne partie de la saison hors de la zone des relégables, les Thoniers ne parviennent pas à se maintenir en Ligue 2 puisque l'USC termine avant-dernier (19e/20) et retournent donc en National pour la saison 2024-2025.
L'inter-saison sera marquée par le départ de Stéphane Le Mignan, entraîneur ayant été champion de National avec les Thoniers. Il est remplacé par Stéphane Rossi alors que Jacques Piriou reste à la présidence du club, poste qu'il occupe depuis 2003. Lors de la présentation de Stéphane Rossi, le président annonce une saison de transition, le club ne cherchant pas à remonter dès cette saison. Le 4 juin, le club passe devant la DNCG qui valide le budget du club sans encadrement de la masse salariale.

### Préparation
Les Thoniers reprennent l'entraînement et commencent leur préparation, le 3 juillet au Stade de Kériolet. Lors de ce premier entraînement, 22 joueurs sont présents parmi lesquels 9 joueurs de la saison précédente (Salles, Boulais, Wahib, Jannez, Etuin, Mouazan, Sinquin, Jouan et Matondo), 7 recrues, 3 joueurs issus du centre de formation et 3 joueurs à l'essai.
Durant cette préparation, les Thoniers joueront 5 matchs amicaux. Ils affronteront tout d'abord trois équipes de Ligue 2 que sont successivement Lorient, Guingamp et Laval. Puis, ils affrontent deux équipes évoluant dans les divisions inférieures, Dinan-Léhon (National 2) et la réserve de l'EA Guingamp (National 3).
Le 13 juillet, les Thoniers jouent leur premier match amical face au FC Lorient à Pluguffan et aucune des deux équipes ne marquera de buts. Le 19 juillet, l'USC joue à Ploërmel face à l'EA Guingamp et ouvre le score par Stanislas Kielt mais ce sont les guingampais qui vont s'imposer deux buts à un grâce à deux buts inscrits en seconde période. Pour son troisième match de préparation, les Thoniers se déplacent à Gorron en Mayenne pour y affronter le Stade lavallois et malgré plusieurs occasions de buts, ce sont les lavallois qui s'imposent deux buts à zéro.
Après trois matchs de préparation sans victoire, les concarnois affrontent Dinan-Léhon et s'imposent quatre buts à zéro grâce à des buts de Stanislas Kielt (sur penalty), Thibault Sinquin, Joseph Séry et Amadou Samoura. Le dernier match de préparation prévu face à la réserve de l'EA Guingamp à Carhaix est annulé en raison de problèmes techniques. Finalement, il est annoncé que la rencontre aura bel et bien lieu mais à huis clos et à Concarneau et non à Carhaix. Face aux guingampais, les Thoniers s'imposent deux buts à un grâce à des buts d'Amadou Seydi et de Thibault Sinquin.

### Championnat

#### Détail des rencontres

##### Août
| 1re journée                 | US Concarneau                       | 2 – 0   | Paris 13 Atletico |                                                                                               |                                                                                               |
| Vendredi 16 août 2024 19:30 | Séry 41e (pen.) · ( Séry) Injaï 48e | (1 - 0) |                   | Stade Guy-Piriou, Concarneau Spectateurs : 2 539 Diffuseur : FFF TV Arbitrage : Pierre Retail | Stade Guy-Piriou, Concarneau Spectateurs : 2 539 Diffuseur : FFF TV Arbitrage : Pierre Retail |
| Vendredi 16 août 2024 19:30 | Etuin 67e · Etcheverria 72e         | Rapport | 39e Sylla         | Stade Guy-Piriou, Concarneau Spectateurs : 2 539 Diffuseur : FFF TV Arbitrage : Pierre Retail | Stade Guy-Piriou, Concarneau Spectateurs : 2 539 Diffuseur : FFF TV Arbitrage : Pierre Retail |

| 2e journée                  | AS Nancy-Lorraine                                                | 3 – 0   | US Concarneau                                      |                                                                                                  |                                                                                                  |
| Vendredi 23 août 2024 19:30 | ( Julloux) Bouabdeli 23e · ( Bouabdeli) Touré 51e · Bokangou 75e | (1 - 0) |                                                    | Stade Marcel-Picot, Tomblaine Spectateurs : 8 011 Diffuseur : FFF TV Arbitrage : Azzedine Souifi | Stade Marcel-Picot, Tomblaine Spectateurs : 8 011 Diffuseur : FFF TV Arbitrage : Azzedine Souifi |
| Vendredi 23 août 2024 19:30 | Dabasse 30e · Touré 58e · Sidibé 67e                             | Rapport | 39e Sinquin · 63e Jannez · 74e Etuin · 78e, 86e Sy | Stade Marcel-Picot, Tomblaine Spectateurs : 8 011 Diffuseur : FFF TV Arbitrage : Azzedine Souifi | Stade Marcel-Picot, Tomblaine Spectateurs : 8 011 Diffuseur : FFF TV Arbitrage : Azzedine Souifi |

| 3e journée                  | US Concarneau                                        | 0 – 0   | Aubagne FC                  |                                                                                                  |                                                                                                  |
| Vendredi 30 août 2024 19:30 |                                                      | (0 - 0) |                             | Stade Guy-Piriou, Concarneau Spectateurs : 2 198 Diffuseur : FFF TV Arbitrage : Steven Llewellyn | Stade Guy-Piriou, Concarneau Spectateurs : 2 198 Diffuseur : FFF TV Arbitrage : Steven Llewellyn |
| Vendredi 30 août 2024 19:30 | Bamba 14e · Kielt 43e · Wahib 74e · Injaï 55e, 90+5e | Rapport | 90+4e Tafni · 90+6e Rocchia | Stade Guy-Piriou, Concarneau Spectateurs : 2 198 Diffuseur : FFF TV Arbitrage : Steven Llewellyn | Stade Guy-Piriou, Concarneau Spectateurs : 2 198 Diffuseur : FFF TV Arbitrage : Steven Llewellyn |

##### Septembre
| 4e journée                      | US Orléans                                   | 2 – 3   | US Concarneau                                                        |                                                                                             |                                                                                             |
| Vendredi 6 septembre 2024 18:30 | ( Goujon) Khous 1re · ( Berthier) Testud 44e | (2 - 0) | 50e Bourgault (Séry ) · 62e Séry (Bourgault ) · 87e Samoura (Kielt ) | Stade de la Source, Orléans Spectateurs : 2 476 Diffuseur : FFF TV Arbitrage : Pierre Legat | Stade de la Source, Orléans Spectateurs : 2 476 Diffuseur : FFF TV Arbitrage : Pierre Legat |
| Vendredi 6 septembre 2024 18:30 | Giraudon 22e · Berthier 29e · Testud 86e     | Rapport | 24e Soukouna                                                         | Stade de la Source, Orléans Spectateurs : 2 476 Diffuseur : FFF TV Arbitrage : Pierre Legat | Stade de la Source, Orléans Spectateurs : 2 476 Diffuseur : FFF TV Arbitrage : Pierre Legat |

| 5e journée                       | US Concarneau                                                                 | 1 – 0   | Nîmes Olympique                               |                                                                                                |                                                                                                |
| Vendredi 13 septembre 2024 19:30 | Sbaï 68e (csc)                                                                | (0 - 0) |                                               | Stade Guy-Piriou, Concarneau Spectateurs : 2 007 Diffuseur : FFF TV Arbitrage : Edgar Barenton | Stade Guy-Piriou, Concarneau Spectateurs : 2 007 Diffuseur : FFF TV Arbitrage : Edgar Barenton |
| Vendredi 13 septembre 2024 19:30 | Jannez 15e · Wahib 15e · Etuin 42e · Bamba 45e · Samoura 84e · Injaï 73e, 84e | Rapport | 26e Marcel · 45e Diallo · 75e Diouf · 77e Ali | Stade Guy-Piriou, Concarneau Spectateurs : 2 007 Diffuseur : FFF TV Arbitrage : Edgar Barenton | Stade Guy-Piriou, Concarneau Spectateurs : 2 007 Diffuseur : FFF TV Arbitrage : Edgar Barenton |

| 6e journée                       | Valenciennes FC                                                   | 3 – 3   | US Concarneau                                                       | | |
| Vendredi 20 septembre 2024 19:30 | ( Buadés) Boissier 6e · ( Oyewusi) Buadés 8e · Oyewusi 38e (pen.) | (3 - 0) | 49e Kielt (Soukouna ) · 69e Mouazan (Bamba ) · 90+9e (pen.) Mouazan | Stade du Hainaut, Valenciennes Spectateurs : 6 026 Diffuseur : FFF TV Arbitrage : Soulaimane Chamel | Stade du Hainaut, Valenciennes Spectateurs : 6 026 Diffuseur : FFF TV Arbitrage : Soulaimane Chamel |
| Vendredi 20 septembre 2024 19:30 | Boissier 54e · Oyewusi 72e · Antoine 81e · Moursou 84e            | Rapport | 50e Mouazan · 90+1e Tchaptchet · 90+6e Soukouna                     | Stade du Hainaut, Valenciennes Spectateurs : 6 026 Diffuseur : FFF TV Arbitrage : Soulaimane Chamel | Stade du Hainaut, Valenciennes Spectateurs : 6 026 Diffuseur : FFF TV Arbitrage : Soulaimane Chamel |

| 7e journée                       | US Concarneau                       | 1 – 1   | FC Rouen          |                                                                                                  |                                                                                                  |
| Vendredi 27 septembre 2024 19:30 | ( Kielt) Soukouna 44e               | (1 - 0) | 84e (pen.) Diarra | Stade Guy-Piriou, Concarneau Spectateurs : 2 032 Diffuseur : FFF TV Arbitrage : William Toulliou | Stade Guy-Piriou, Concarneau Spectateurs : 2 032 Diffuseur : FFF TV Arbitrage : William Toulliou |
| Vendredi 27 septembre 2024 19:30 | Soukouna 24e · Seba 30e · Wahib 83e | Rapport | 89e Abdelmoula    | Stade Guy-Piriou, Concarneau Spectateurs : 2 032 Diffuseur : FFF TV Arbitrage : William Toulliou | Stade Guy-Piriou, Concarneau Spectateurs : 2 032 Diffuseur : FFF TV Arbitrage : William Toulliou |

##### Octobre
| 8e journée                    | US Concarneau                                                    | 3 – 1   | LB Châteauroux                            | | |
| Vendredi 4 octobre 2024 19:30 | ( Mouazan) Etuin 4e · ( Sinquin) Kielt 81e · ( Kielt) Tutu 90+2e | (1 - 0) | 78e (pen.) Diallo                         | Stade Guy-Piriou, Concarneau Spectateurs : 2 021 Diffuseur : FFF TV Arbitrage : Tifenn Leprodhomme | Stade Guy-Piriou, Concarneau Spectateurs : 2 021 Diffuseur : FFF TV Arbitrage : Tifenn Leprodhomme |
| Vendredi 4 octobre 2024 19:30 | Mouazan 77e                                                      | Rapport | 36e Versini · 51e Mbengue · 88e Cervantes | Stade Guy-Piriou, Concarneau Spectateurs : 2 021 Diffuseur : FFF TV Arbitrage : Tifenn Leprodhomme | Stade Guy-Piriou, Concarneau Spectateurs : 2 021 Diffuseur : FFF TV Arbitrage : Tifenn Leprodhomme |

| 9e journée                     | FC Versailles              | 1 – 2   | US Concarneau                           |                                                                                         |                                                                                         |
| Vendredi 18 octobre 2024 19:30 | Mbemba 11e                 | (1 - 1) | 38e Kielt (Bamba ) · 64e (pen.) Mouazan | Stade Jean-Bouin, Paris Spectateurs : 1 145 Diffuseur : FFF TV Arbitrage : Jordane Lomi | Stade Jean-Bouin, Paris Spectateurs : 1 145 Diffuseur : FFF TV Arbitrage : Jordane Lomi |
| Vendredi 18 octobre 2024 19:30 | Itandje 86e · Guirassy 87e | Rapport | 36e Philippon · 85e Injaï · 90+2e Tutu  | Stade Jean-Bouin, Paris Spectateurs : 1 145 Diffuseur : FFF TV Arbitrage : Jordane Lomi | Stade Jean-Bouin, Paris Spectateurs : 1 145 Diffuseur : FFF TV Arbitrage : Jordane Lomi |

| 10e journée                    | US Concarneau            | 1 – 1   | FC Villefranche-Beaujolais            |                                                                                                |                                                                                                |
| Mercredi 23 octobre 2024 19:30 | Etuin 90+4e              | (0 - 0) | 73e Couturier (Diakité )              | Stade Guy-Piriou, Concarneau Spectateurs : 2 344 Diffuseur : FFF TV Arbitrage : Brendan Roffet | Stade Guy-Piriou, Concarneau Spectateurs : 2 344 Diffuseur : FFF TV Arbitrage : Brendan Roffet |
| Mercredi 23 octobre 2024 19:30 | Bourgault 60e · Tutu 82e | Rapport | 19e Vinicius · 35e Ba · 88e Cervantes | Stade Guy-Piriou, Concarneau Spectateurs : 2 344 Diffuseur : FFF TV Arbitrage : Brendan Roffet | Stade Guy-Piriou, Concarneau Spectateurs : 2 344 Diffuseur : FFF TV Arbitrage : Brendan Roffet |

##### Novembre
| 11e journée                      | FC Sochaux-Montbéliard                        | 1 – 0   | US Concarneau                         | | |
| Vendredi 1er novembre 2024 19:30 | ( Liénard) Peybernes 34e                      | (1 - 0) |                                       | Stade Auguste-Bonal, Montbéliard Spectateurs : 10 802 Diffuseur : FFF TV Arbitrage : William Toulliou | Stade Auguste-Bonal, Montbéliard Spectateurs : 10 802 Diffuseur : FFF TV Arbitrage : William Toulliou |
| Vendredi 1er novembre 2024 19:30 | Drammeh 23e, 45+2e · Ouammou 45+2e · Jean 89e | Rapport | 40e Wahib · 45+2e Salles · 77e Jannez | Stade Auguste-Bonal, Montbéliard Spectateurs : 10 802 Diffuseur : FFF TV Arbitrage : William Toulliou | Stade Auguste-Bonal, Montbéliard Spectateurs : 10 802 Diffuseur : FFF TV Arbitrage : William Toulliou |

| 12e journée                    | US Concarneau  | 1 – 2   | Dijon FCO                                      |                                                                                                   |                                                                                                   |
| Vendredi 8 novembre 2024 19:30 | ( Sy) Séry 58e | (0 - 0) | 51e Moco (Marié ) · 67e Vargas Rios (Titebah ) | Stade Guy-Piriou, Concarneau Spectateurs : 2 252 Diffuseur : FFF TV Arbitrage : Soulaimane Chamel | Stade Guy-Piriou, Concarneau Spectateurs : 2 252 Diffuseur : FFF TV Arbitrage : Soulaimane Chamel |
| Vendredi 8 novembre 2024 19:30 | Seydi 51e      | Rapport | 63e Mendy                                      | Stade Guy-Piriou, Concarneau Spectateurs : 2 252 Diffuseur : FFF TV Arbitrage : Soulaimane Chamel | Stade Guy-Piriou, Concarneau Spectateurs : 2 252 Diffuseur : FFF TV Arbitrage : Soulaimane Chamel |

| 13e journée                                             | US Boulogne CO                                     | 2 – 1   | US Concarneau         | | |
| Vendredi 22 novembre 2024 Samedi 23 novembre 2024 19:30 | ( Epailly) Vercruysse 11e · ( Epailly) Rambaud 21e | (2 - 0) | 57e Soukouna (Kielt ) | Stade de la Libération, Boulogne-sur-Mer Spectateurs : 3 603 Diffuseur : FFF TV Arbitrage : Thomas Vincent | Stade de la Libération, Boulogne-sur-Mer Spectateurs : 3 603 Diffuseur : FFF TV Arbitrage : Thomas Vincent |
| Vendredi 22 novembre 2024 Samedi 23 novembre 2024 19:30 | Thiam 58e · Fatou 90+6e                            | Rapport | 87e Etuin             | Stade de la Libération, Boulogne-sur-Mer Spectateurs : 3 603 Diffuseur : FFF TV Arbitrage : Thomas Vincent | Stade de la Libération, Boulogne-sur-Mer Spectateurs : 3 603 Diffuseur : FFF TV Arbitrage : Thomas Vincent |

##### Décembre
| 14e journée                    | US Concarneau                        | 2 – 1   | Bourg-en-Bresse 01 |                                                                                                  |                                                                                                  |
| Vendredi 6 décembre 2024 19:30 | ( Sy) Mouazan 7e · Séry 90+6e (pen.) | (1 - 0) | 57e Dadoune        | Stade Guy-Piriou, Concarneau Spectateurs : 1 766 Diffuseur : FFF TV Arbitrage : Anthony Ustaritz | Stade Guy-Piriou, Concarneau Spectateurs : 1 766 Diffuseur : FFF TV Arbitrage : Anthony Ustaritz |
| Vendredi 6 décembre 2024 19:30 |                                      | Rapport | 58e Aouladzian     | Stade Guy-Piriou, Concarneau Spectateurs : 1 766 Diffuseur : FFF TV Arbitrage : Anthony Ustaritz | Stade Guy-Piriou, Concarneau Spectateurs : 1 766 Diffuseur : FFF TV Arbitrage : Anthony Ustaritz |

| 15e journée                   | US Quevilly-Rouen                                      | 2 – 1   | US Concarneau    | | |
| Samedi 14 décembre 2024 18:00 | ( Dali-Amar) Tshipamba 9e · ( Dali-Amar) Tshipamba 36e | (2 - 0) | 70e (pen.) Kielt | Stade Robert-Diochon, Le Petit-Quevilly Spectateurs : 700 Diffuseur : FFF TV Arbitrage : Jordane Lomi | Stade Robert-Diochon, Le Petit-Quevilly Spectateurs : 700 Diffuseur : FFF TV Arbitrage : Jordane Lomi |
| Samedi 14 décembre 2024 18:00 | Dedelhomme 68e · Patron 80e · Tshipamba 85e            | Rapport | 45+1e Samoura    | Stade Robert-Diochon, Le Petit-Quevilly Spectateurs : 700 Diffuseur : FFF TV Arbitrage : Jordane Lomi | Stade Robert-Diochon, Le Petit-Quevilly Spectateurs : 700 Diffuseur : FFF TV Arbitrage : Jordane Lomi |

##### Janvier
| 16e journée              | US Concarneau | – | exempt |  |
| Vendredi 10 janvier 2025 |               |   |        |  |

| 17e journée                  | Le Mans FC                                                            | 3 – 1   | US Concarneau                         |                                                                                                |                                                                                                |
| Samedi 18 janvier 2025 19:30 | ( Bernardeau) Rossignol 12e · Guèye 65e (pen.) · ( Guèye) Oudjani 80e | (1 - 0) | 90+2e Samoura (Jannez )               | Stade Marie-Marvingt, Le Mans Spectateurs : 3 015 Diffuseur : FFF TV Arbitrage : Gabriel Henry | Stade Marie-Marvingt, Le Mans Spectateurs : 3 015 Diffuseur : FFF TV Arbitrage : Gabriel Henry |
| Samedi 18 janvier 2025 19:30 | Matumona 39e · Tshipamba 85e                                          | Rapport | 34e Mouazan · 60e Injaï · 60e Sinquin | Stade Marie-Marvingt, Le Mans Spectateurs : 3 015 Diffuseur : FFF TV Arbitrage : Gabriel Henry | Stade Marie-Marvingt, Le Mans Spectateurs : 3 015 Diffuseur : FFF TV Arbitrage : Gabriel Henry |

| 18e journée                    | US Concarneau | 0 – 2   | AS Nancy-Lorraine          | | |
| Vendredi 24 janvier 2025 19:30 |               | (0 - 0) | 71e Sidibé · 90+5e Dabasse | Stade Guy-Piriou, Concarneau Spectateurs : 1 820 Diffuseur : FFF TV Arbitrage : Alexandre Perreau-Niel | Stade Guy-Piriou, Concarneau Spectateurs : 1 820 Diffuseur : FFF TV Arbitrage : Alexandre Perreau-Niel |
| Vendredi 24 janvier 2025 19:30 | Caoki 42e     | Rapport | 51e Thiaré                 | Stade Guy-Piriou, Concarneau Spectateurs : 1 820 Diffuseur : FFF TV Arbitrage : Alexandre Perreau-Niel | Stade Guy-Piriou, Concarneau Spectateurs : 1 820 Diffuseur : FFF TV Arbitrage : Alexandre Perreau-Niel |

| 19e journée                    | Aubagne FC                               | 0 – 2   | US Concarneau                             | | |
| Vendredi 31 janvier 2025 19:30 |                                          | (0 - 2) | 12e Gromat (Seydi ) · 41e Gromat (Kielt ) | Stade de Lattre-de-Tassigny, Aubagne Spectateurs : 512 Diffuseur : FFF TV Arbitrage : Benjamin Lepaysant | Stade de Lattre-de-Tassigny, Aubagne Spectateurs : 512 Diffuseur : FFF TV Arbitrage : Benjamin Lepaysant |
| Vendredi 31 janvier 2025 19:30 | Karamoko 14e · Rouaï 85e · Benhattad 90e | Rapport | 7e Sinquin · 83e Touzghar                 | Stade de Lattre-de-Tassigny, Aubagne Spectateurs : 512 Diffuseur : FFF TV Arbitrage : Benjamin Lepaysant | Stade de Lattre-de-Tassigny, Aubagne Spectateurs : 512 Diffuseur : FFF TV Arbitrage : Benjamin Lepaysant |

##### Février
| 20e journée                         | US Concarneau            | 1 – 2   | US Orléans                                               |                                                                                               |                                                                                               |
| Vendredi 7 février 2025 19:30 19:55 | (Etcheverria ) Kielt 51e | (0 - 1) | 20e El Khoumisti (Khous ) · 81e El Khoumisti (Bretelle ) | Stade Guy-Piriou, Concarneau Spectateurs : 1 757 Diffuseur : FFF TV Arbitrage : Pierre Retail | Stade Guy-Piriou, Concarneau Spectateurs : 1 757 Diffuseur : FFF TV Arbitrage : Pierre Retail |
| Vendredi 7 février 2025 19:30 19:55 | Gromat 21e · Mouazan 90e | Rapport | 25e Testud · 45+2e Khous                                 | Stade Guy-Piriou, Concarneau Spectateurs : 1 757 Diffuseur : FFF TV Arbitrage : Pierre Retail | Stade Guy-Piriou, Concarneau Spectateurs : 1 757 Diffuseur : FFF TV Arbitrage : Pierre Retail |

| 21e journée                    | Nîmes Olympique                                                       | 3 – 0   | US Concarneau |                                                                                             |                                                                                             |
| Vendredi 14 février 2025 19:30 | Abdeldjelil 81e · Abdeldjelil 87e (pen.) · (Amara ) Abdeldjelil 90+3e | (0 - 0) |               | Stade des Antonins, Nîmes Spectateurs : 804 Diffuseur : FFF TV Arbitrage : Anthony Ustaritz | Stade des Antonins, Nîmes Spectateurs : 804 Diffuseur : FFF TV Arbitrage : Anthony Ustaritz |
| Vendredi 14 février 2025 19:30 |                                                                       | Rapport | 50e Etuin     | Stade des Antonins, Nîmes Spectateurs : 804 Diffuseur : FFF TV Arbitrage : Anthony Ustaritz | Stade des Antonins, Nîmes Spectateurs : 804 Diffuseur : FFF TV Arbitrage : Anthony Ustaritz |

| 22e journée                    | US Concarneau      | 1 – 1   | Valenciennes FC                         | | |
| Vendredi 21 février 2025 19:30 | Mouazan 43e (pen.) | (1 - 1) | 17e Buades (Oyewusi )                   | Stade Guy-Piriou, Concarneau Spectateurs : 1 697 Diffuseur : FFF TV Arbitrage : Valentin Giorgetti | Stade Guy-Piriou, Concarneau Spectateurs : 1 697 Diffuseur : FFF TV Arbitrage : Valentin Giorgetti |
| Vendredi 21 février 2025 19:30 | Silva 21e          | Rapport | 54e Dibassy · 56e Masson · 77e Diomandé | Stade Guy-Piriou, Concarneau Spectateurs : 1 697 Diffuseur : FFF TV Arbitrage : Valentin Giorgetti | Stade Guy-Piriou, Concarneau Spectateurs : 1 697 Diffuseur : FFF TV Arbitrage : Valentin Giorgetti |

| 23e journée                    | FC Rouen                                                                             | 4 – 3   | US Concarneau                                                    | | |
| Vendredi 28 février 2025 19:30 | ( Bassin) Abi 11e · ( Benkaid) Mbock 21e · ( Benkaid) Faye 32e · ( Faye) Benkaid 44e | (4 - 1) | 38e Etuin · 56e Séry (Touzghar ) · 90+3e Soukouna (Jannez )      | Stade Robert-Diochon, Le Petit-Quevilly Spectateurs : huis clos Diffuseur : FFF TV Arbitrage : Dorian Bovolenta | Stade Robert-Diochon, Le Petit-Quevilly Spectateurs : huis clos Diffuseur : FFF TV Arbitrage : Dorian Bovolenta |
| Vendredi 28 février 2025 19:30 | Faye 35e, 79e                                                                        | Rapport | 4e Touzghar · 58e Seba · 67e Injaï · 78e Mouazan · 90+4e Sinquin | Stade Robert-Diochon, Le Petit-Quevilly Spectateurs : huis clos Diffuseur : FFF TV Arbitrage : Dorian Bovolenta | Stade Robert-Diochon, Le Petit-Quevilly Spectateurs : huis clos Diffuseur : FFF TV Arbitrage : Dorian Bovolenta |

##### Mars
| 24e journée                | LB Châteauroux                                                        | 1 – 0   | US Concarneau     | | |
| Vendredi 7 mars 2025 19:30 | ( Collela) Clairicia 46e                                              | (0 - 0) |                   | Stade Gaston-Petit, Châteauroux Spectateurs : 3 447 Diffuseur : FFF TV Arbitrage : Steven Llewellyn | Stade Gaston-Petit, Châteauroux Spectateurs : 3 447 Diffuseur : FFF TV Arbitrage : Steven Llewellyn |
| Vendredi 7 mars 2025 19:30 | Chraibi 25e · Pierre 45e · N'Goma 61e · Clairicia 80e · Agounon 90+2e | Rapport | 41e Seba · 77e Sy | Stade Gaston-Petit, Châteauroux Spectateurs : 3 447 Diffuseur : FFF TV Arbitrage : Steven Llewellyn | Stade Gaston-Petit, Châteauroux Spectateurs : 3 447 Diffuseur : FFF TV Arbitrage : Steven Llewellyn |

| 25e journée                 | US Concarneau                                                                       | 4 – 2   | FC Versailles                         |                                                                                              |                                                                                              |
| Vendredi 14 mars 2025 19:30 | ( Bamba) Soukouna 7e · Etuin 26e · ( Injaï) Touzghar 42e · ( Gromat) Touzghar 45+4e | (4 - 1) | 28e Baghdadi · 61e Baghdadi (Mbemba ) | Stade Guy-Piriou, Concarneau Spectateurs : 1 898 Diffuseur : FFF TV Arbitrage : Ruddy Buquet | Stade Guy-Piriou, Concarneau Spectateurs : 1 898 Diffuseur : FFF TV Arbitrage : Ruddy Buquet |
| Vendredi 14 mars 2025 19:30 | Silva 54e                                                                           | Rapport | 24e Renaud                            | Stade Guy-Piriou, Concarneau Spectateurs : 1 898 Diffuseur : FFF TV Arbitrage : Ruddy Buquet | Stade Guy-Piriou, Concarneau Spectateurs : 1 898 Diffuseur : FFF TV Arbitrage : Ruddy Buquet |

| 26e journée                 | FC Villefranche-Beaujolais | 1 – 1   | US Concarneau                                         | | |
| Vendredi 21 mars 2025 19:30 | Mouazan 86e (pen.)         | (0 - 0) | 51e Mroivili                                          | Stade Armand-Chouffet, Villefranche-sur-Saône Spectateurs : 1 415 Diffuseur : FFF TV Arbitrage : Soulaimane Chamel | Stade Armand-Chouffet, Villefranche-sur-Saône Spectateurs : 1 415 Diffuseur : FFF TV Arbitrage : Soulaimane Chamel |
| Vendredi 21 mars 2025 19:30 | Anani 30e                  | Rapport | 37e Bamba · 45+2e Kielt · 49e Touzghar · 90+3e Jannez | Stade Armand-Chouffet, Villefranche-sur-Saône Spectateurs : 1 415 Diffuseur : FFF TV Arbitrage : Soulaimane Chamel | Stade Armand-Chouffet, Villefranche-sur-Saône Spectateurs : 1 415 Diffuseur : FFF TV Arbitrage : Soulaimane Chamel |

| 27e journée                 | US Concarneau | 1 – 1   | FC Sochaux-Montbéliard | | |
| Vendredi 28 mars 2025 19:30 | Mouazan 3e    | (1 - 0) | 68e Jean (Daho )       | Stade Guy-Piriou, Concarneau Spectateurs : 2 102 Diffuseur : FFF TV Arbitrage : Alexandre Perreau Niel | Stade Guy-Piriou, Concarneau Spectateurs : 2 102 Diffuseur : FFF TV Arbitrage : Alexandre Perreau Niel |
| Vendredi 28 mars 2025 19:30 | 28e Touzghar  | Rapport |                        | Stade Guy-Piriou, Concarneau Spectateurs : 2 102 Diffuseur : FFF TV Arbitrage : Alexandre Perreau Niel | Stade Guy-Piriou, Concarneau Spectateurs : 2 102 Diffuseur : FFF TV Arbitrage : Alexandre Perreau Niel |

##### Avril
| 28e journée                 | Dijon FCO | 0 – 1   | US Concarneau            |                                                                                              |                                                                                              |
| Vendredi 4 avril 2025 19:30 |           | (0 - 1) | 38e Kielt (Wahib )       | Stade Gaston-Gérard, Dijon Spectateurs : 4 819 Diffuseur : FFF TV Arbitrage : Edgar Barenton | Stade Gaston-Gérard, Dijon Spectateurs : 4 819 Diffuseur : FFF TV Arbitrage : Edgar Barenton |
| Vendredi 4 avril 2025 19:30 | 28e Mendy | Rapport | Salles 88e · Wahib 90+4e | Stade Gaston-Gérard, Dijon Spectateurs : 4 819 Diffuseur : FFF TV Arbitrage : Edgar Barenton | Stade Gaston-Gérard, Dijon Spectateurs : 4 819 Diffuseur : FFF TV Arbitrage : Edgar Barenton |

| 29e journée                  | US Concarneau        | 1 – 1   | US Boulogne CO            | | |
| Vendredi 11 avril 2025 19:30 | ( Kielt) Samoura 75e | (0 - 1) | 33e Epailly (Averlant )   | Stade Guy-Piriou, Concarneau Spectateurs : 2 178 Diffuseur : FFF TV Arbitrage : Benjamin Lepaysant | Stade Guy-Piriou, Concarneau Spectateurs : 2 178 Diffuseur : FFF TV Arbitrage : Benjamin Lepaysant |
| Vendredi 11 avril 2025 19:30 | 10e Jannez           | Rapport | Baala 86e · Rambaud 90+4e | Stade Guy-Piriou, Concarneau Spectateurs : 2 178 Diffuseur : FFF TV Arbitrage : Benjamin Lepaysant | Stade Guy-Piriou, Concarneau Spectateurs : 2 178 Diffuseur : FFF TV Arbitrage : Benjamin Lepaysant |

| 30e journée                  | Bourg-en-Bresse 01              | 0 – 0   | US Concarneau             |                                                                                        |                                                                                        |
| Vendredi 18 avril 2025 19:30 |                                 | (0 - 0) |                           | Stade Marcel-Verchère, Bourg-en-Bresse Diffuseur : FFF TV Arbitrage : Anthony Ustaritz | Stade Marcel-Verchère, Bourg-en-Bresse Diffuseur : FFF TV Arbitrage : Anthony Ustaritz |
| Vendredi 18 avril 2025 19:30 | 38e Jolibois · 90+3e Labissière | Rapport | Sinquin 24e · Mouazan 80e | Stade Marcel-Verchère, Bourg-en-Bresse Diffuseur : FFF TV Arbitrage : Anthony Ustaritz | Stade Marcel-Verchère, Bourg-en-Bresse Diffuseur : FFF TV Arbitrage : Anthony Ustaritz |

| 31e journée                  | US Concarneau                                                                    | 5 – 1   | US Quevilly-Rouen        |                                                                                              |                                                                                              |
| Vendredi 25 avril 2025 19:30 | ( Bamba) Kielt 5e · Touzghar 11e · Mouazan 38e · Mouazan 60e · Chibani 75e (csc) | (3 - 1) | 19e Bouekou (Dali-Amar ) | Stade Guy-Piriou, Concarneau Spectateurs : 2 290 Diffuseur : FFF TV Arbitrage : Jordane Lomi | Stade Guy-Piriou, Concarneau Spectateurs : 2 290 Diffuseur : FFF TV Arbitrage : Jordane Lomi |
| Vendredi 25 avril 2025 19:30 |                                                                                  | Rapport | Chibani 73e              | Stade Guy-Piriou, Concarneau Spectateurs : 2 290 Diffuseur : FFF TV Arbitrage : Jordane Lomi | Stade Guy-Piriou, Concarneau Spectateurs : 2 290 Diffuseur : FFF TV Arbitrage : Jordane Lomi |

##### Mai
| 32e journée         | exempt | – | US Concarneau |  |
| Vendredi 2 mai 2025 |        |   |               |  |

| 33e journée               | US Concarneau                                                                                | 5 – 2   | Le Mans FC                           | | |
| Vendredi 9 mai 2025 19:30 | Kielt 6e · ( Kielt) Bamba 32e · Mouazan 66e · ( Mouazan) Séry 78e · ( Soukouna) Touzghar 80e | (2 - 0) | 55e Oggad · 90+3e Guèye              | Stade Guy-Piriou, Concarneau Spectateurs : 2 539 Diffuseur : FFF TV Arbitrage : Alexandre Perreau Niel | Stade Guy-Piriou, Concarneau Spectateurs : 2 539 Diffuseur : FFF TV Arbitrage : Alexandre Perreau Niel |
| Vendredi 9 mai 2025 19:30 | 69e Wahib · 86e Etcheverria                                                                  | Rapport | Lauray 45+4e · Voyer 53e · Oggad 69e | Stade Guy-Piriou, Concarneau Spectateurs : 2 539 Diffuseur : FFF TV Arbitrage : Alexandre Perreau Niel | Stade Guy-Piriou, Concarneau Spectateurs : 2 539 Diffuseur : FFF TV Arbitrage : Alexandre Perreau Niel |

| 34e journée                | Paris 13 Atletico                                      | 2 – 1   | US Concarneau                               |                                                                                       |                                                                                       |
| Vendredi 16 mai 2025 19:30 | ( Rocha Santos) Diomandé 22e · Rocha Santos 57e (pen.) | (1 - 0) | 51e (pen.) Mouazan                          | Stade Pelé, Paris Spectateurs : 1 251 Diffuseur : FFF TV Arbitrage : Dorian Bovolenta | Stade Pelé, Paris Spectateurs : 1 251 Diffuseur : FFF TV Arbitrage : Dorian Bovolenta |
| Vendredi 16 mai 2025 19:30 | 81e Mercier · 87e Diomandé · 87e Ecuele Manga          | Rapport | Soukouna 42e, 54e · Mouazan 55e · Bamba 82e | Stade Pelé, Paris Spectateurs : 1 251 Diffuseur : FFF TV Arbitrage : Dorian Bovolenta | Stade Pelé, Paris Spectateurs : 1 251 Diffuseur : FFF TV Arbitrage : Dorian Bovolenta |

### Coupe de France
| 5e tour                      | Plaintel Sports (R2) | 0 – 4   | US Concarneau                                                               |                                                                                          |                                                                                          |
| Samedi 12 octobre 2024 15:30 |                      | (0 - 2) | 17e Mouazan · 29e Sery (Injaï ) · 78e Kielt (Sery ) · 90e Sery (Bourgault ) | Espace Océane 1, Plaintel Spectateurs : 1 500 Diffuseur : Aucun Arbitrage : Maxime Jamet | Espace Océane 1, Plaintel Spectateurs : 1 500 Diffuseur : Aucun Arbitrage : Maxime Jamet |
| Samedi 12 octobre 2024 15:30 | Rapport              |         |                                                                             | Espace Océane 1, Plaintel Spectateurs : 1 500 Diffuseur : Aucun Arbitrage : Maxime Jamet | Espace Océane 1, Plaintel Spectateurs : 1 500 Diffuseur : Aucun Arbitrage : Maxime Jamet |

| 6e tour                        | Baud FC (R2) | 0 – 2   | US Concarneau                          | | |
| Dimanche 27 octobre 2024 15:00 |              | (0 - 0) | 51e Etuin (Bourgault ) · 69e Sy        | Complexe Sportif du Scaouët, Baud Spectateurs : 1 200 Diffuseur : Aucun Arbitrage : Cédric Le Paih | Complexe Sportif du Scaouët, Baud Spectateurs : 1 200 Diffuseur : Aucun Arbitrage : Cédric Le Paih |
| Dimanche 27 octobre 2024 15:00 |              | Rapport | 25e Etuin · 77e Wahib · 77e Tchaptchet | Complexe Sportif du Scaouët, Baud Spectateurs : 1 200 Diffuseur : Aucun Arbitrage : Cédric Le Paih | Complexe Sportif du Scaouët, Baud Spectateurs : 1 200 Diffuseur : Aucun Arbitrage : Cédric Le Paih |

| 7e tour                       | Olympique de Saumur (N2) | 0 – 2   | US Concarneau                                     |                                                                                                 |                                                                                                 |
| Samedi 16 novembre 2024 17:00 |                          | (0 - 1) | 21e Séry (Bourgault ) · 62e Soukouna (Bourgault ) | Stade des Rives du Thouet, Saumur Spectateurs : 945 Diffuseur : Aucun Arbitrage : Gabriel Henry | Stade des Rives du Thouet, Saumur Spectateurs : 945 Diffuseur : Aucun Arbitrage : Gabriel Henry |
| Samedi 16 novembre 2024 17:00 |                          | Rapport | 51e Tchaptchet · 73e Seydi                        | Stade des Rives du Thouet, Saumur Spectateurs : 945 Diffuseur : Aucun Arbitrage : Gabriel Henry | Stade des Rives du Thouet, Saumur Spectateurs : 945 Diffuseur : Aucun Arbitrage : Gabriel Henry |

| 8e tour                       | Stade lavallois (L2)                          | 2 – 2 5 - 3 t. a. b. | US Concarneau                                   | | |
| Samedi 30 novembre 2024 14:00 | Camara 14e · Thomas 85e                       | (1 - 1)              | 39e Séry (Soukouna ) · 90+3e Jannez (Soukouna ) | Stade Francis-Le Basser, Laval Spectateurs : 2 864 Diffuseur : FFF TV Arbitrage : Benjamin Lepaysant | Stade Francis-Le Basser, Laval Spectateurs : 2 864 Diffuseur : FFF TV Arbitrage : Benjamin Lepaysant |
| Samedi 30 novembre 2024 14:00 |                                               | Rapport              | 84e Soukouna ·                                  | Stade Francis-Le Basser, Laval Spectateurs : 2 864 Diffuseur : FFF TV Arbitrage : Benjamin Lepaysant | Stade Francis-Le Basser, Laval Spectateurs : 2 864 Diffuseur : FFF TV Arbitrage : Benjamin Lepaysant |
| Samedi 30 novembre 2024 14:00 | Tchokounté · Vargas · Roye · Martins · Thomas | Tirs au but 5 - 3    | Kielt · Tutu · Tchaptchet · Samoura             | Stade Francis-Le Basser, Laval Spectateurs : 2 864 Diffuseur : FFF TV Arbitrage : Benjamin Lepaysant | Stade Francis-Le Basser, Laval Spectateurs : 2 864 Diffuseur : FFF TV Arbitrage : Benjamin Lepaysant |

## Statistiques

### Bilan des compétitions
| Compétition     | Vainqueur final   | Débute au tour | Résultat | Matchs joués | Gagnés | Nuls | Perdus | Buts Pour | Buts contre | Différence |
| --------------- | ----------------- | -------------- | -------- | ------------ | ------ | ---- | ------ | --------- | ----------- | ---------- |
| National        | AS Nancy-Lorraine | 1re journée    | 8e       | 32           | 11     | 9    | 12     | 48        | 46          | +2         |
| Coupe de France | Paris SG          | 5e tour        | 8e tour  | 4            | 3      | 1    | 0      | 10        | 2           | +8         |
| Total           | Total             | Total          | Total    | 36           | 14     | 10   | 12     | 58        | 48          | +10        |

### Classement et statistiques

#### Classement
| Rang | Équipe           | Pts | J  | G  | N  | P  | Bp | Bc | Diff |
| ---- | ---------------- | --- | -- | -- | -- | -- | -- | -- | ---- |
| 6    | Aubagne FCP      | 45  | 32 | 13 | 6  | 13 | 43 | 37 | +6   |
| 7    | US Orléans       | 45  | 32 | 12 | 9  | 11 | 43 | 41 | +2   |
| 8    | US ConcarneauR   | 42  | 32 | 11 | 9  | 12 | 48 | 46 | +2   |
| 9    | Valenciennes FCR | 42  | 32 | 10 | 12 | 10 | 38 | 36 | +2   |
| 10   | FC Rouen         | 40  | 32 | 9  | 13 | 10 | 42 | 39 | +3   |

#### Résultats par journée

##### Résultats, points et classement
| Journée     | 1   | 2  | 3  | 4  | 5  | 6  | 7  | 8  | 9   | 10  | 11  | 12 | 13 | 14 | 15 | 16 | 17 |
| ----------- | --- | -- | -- | -- | -- | -- | -- | -- | --- | --- | --- | -- | -- | -- | -- | -- | -- |
| Terrain     | D   | E  | D  | E  | D  | E  | D  | D  | E   | D   | E   | D  | E  | D  | E  | D  | E  |
| Résultat    | V   | D  | N  | V  | V  | N  | N  | V  | V   | N   | D   | D  | D  | V  | D  | X  | D  |
| Points      | 3   | 3  | 4  | 7  | 10 | 11 | 12 | 15 | 18  | 19  | 19  | 19 | 19 | 22 | 22 | 22 | 22 |
| Place       | 1er | 8e | 7e | 4e | 4e | 4e | 4e | 2e | 2e  | 1er | 2e  | 2e | 6e | 4e | 6e | 6e | 9e |
| Écart (pts) | 0   | -1 | -2 | -1 | 0  | 0  | 0  | +1 | +1  | +1  | +1  | 0  | -3 | -2 | -5 | -6 | -7 |
| Écart (pts) | +3  | +3 | +3 | +5 | +7 | +8 | +8 | +9 | +12 | +13 | +12 | +9 | +9 | +9 | +9 | +8 | +7 |

| Journée     | 18  | 19 | 20  | 21  | 22  | 23  | 24  | 25  | 26  | 27  | 28  | 29  | 30  | 31  | 32  | 33  | 34  |
| ----------- | --- | -- | --- | --- | --- | --- | --- | --- | --- | --- | --- | --- | --- | --- | --- | --- | --- |
| Terrain     | D   | E  | D   | E   | D   | E   | E   | D   | E   | D   | E   | D   | E   | D   | E   | D   | E   |
| Résultat    | D   | V  | D   | D   | N   | D   | D   | V   | N   | N   | V   | N   | N   | V   | X   | V   | D   |
| Points      | 22  | 25 | 25  | 25  | 26  | 26  | 26  | 29  | 30  | 31  | 34  | 35  | 36  | 39  | 39  | 42  | 42  |
| Place       | 11e | 8e | 10e | 10e | 11e | 12e | 14e | 11e | 12e | 12e | 10e | 11e | 9e  | 6e  | 8e  | 7e  | 8e  |
| Écart (pts) | -8  | -8 | -8  | -8  | -10 | -13 | -14 | -12 | -14 | -16 | -13 | -13 | -15 | -15 | -16 | -13 | -16 |
| Écart (pts) | +7  | +9 | +9  | +6  | +6  | +4  | +3  | +5  | +6  | +7  | +7  | +8  | +8  | +11 | +10 | +10 | +9  |

Terrain : D = Domicile ; E = Extérieur.
Résultat : D = Défaite ; N = Nul ; V = Victoire.

##### Évolution au classement
| Journée | 01 | 02 | 03 | 04 | 05 | 06 | 07 | 08 | 09 | 10 | 11 | 12 | 13 | 14 | 15 | 16 | 17 | 18 | 19 | 20 | 21 | 22 | 23 | 24 | 25 | 26 | 27 | 28 | 29 | 30 | 31 | 32 | 33 | 34 |
| 1er     | ●  |    |    |    |    |    |    |    |    | ↑  |    |    |    |    |    |    |    |    |    |    |    |    |    |    |    |    |    |    |    |    |    |    |    |    |
| 2e      |    |    |    |    |    |    |    | ↑  | →  |    | ↓  | →  |    |    |    |    |    |    |    |    |    |    |    |    |    |    |    |    |    |    |    |    |    |    |
| 3e      |    |    |    |    |    |    |    |    |    |    |    |    |    |    |    |    |    |    |    |    |    |    |    |    |    |    |    |    |    |    |    |    |    |    |
| 4e      |    |    |    | ↑  | →  | →  | →  |    |    |    |    |    |    | ↑  |    |    |    |    |    |    |    |    |    |    |    |    |    |    |    |    |    |    |    |    |
| 5e      |    |    |    |    |    |    |    |    |    |    |    |    |    |    |    |    |    |    |    |    |    |    |    |    |    |    |    |    |    |    |    |    |    |    |
| 6e      |    |    |    |    |    |    |    |    |    |    |    |    | ↓  |    | ↓  | →  |    |    |    |    |    |    |    |    |    |    |    |    |    |    | ↑  |    |    |    |
| 7e      |    |    | ↑  |    |    |    |    |    |    |    |    |    |    |    |    |    |    |    |    |    |    |    |    |    |    |    |    |    |    |    |    |    | ↑  |    |
| 8e      |    | ↓  |    |    |    |    |    |    |    |    |    |    |    |    |    |    |    |    | ↑  |    |    |    |    |    |    |    |    |    |    |    |    | ↓  |    | ↓  |
| 9e      |    |    |    |    |    |    |    |    |    |    |    |    |    |    |    |    | ↓  |    |    |    |    |    |    |    |    |    |    |    |    | ↑  |    |    |    |    |
| 10e     |    |    |    |    |    |    |    |    |    |    |    |    |    |    |    |    |    |    |    | ↓  | →  |    |    |    |    |    |    | ↑  |    |    |    |    |    |    |
| 11e     |    |    |    |    |    |    |    |    |    |    |    |    |    |    |    |    |    | ↓  |    |    |    | ↓  |    |    | ↑  |    |    |    | ↓  |    |    |    |    |    |
| 12e     |    |    |    |    |    |    |    |    |    |    |    |    |    |    |    |    |    |    |    |    |    |    | ↓  |    |    | ↓  | →  |    |    |    |    |    |    |    |
| 13e     |    |    |    |    |    |    |    |    |    |    |    |    |    |    |    |    |    |    |    |    |    |    |    |    |    |    |    |    |    |    |    |    |    |    |
| 14e     |    |    |    |    |    |    |    |    |    |    |    |    |    |    |    |    |    |    |    |    |    |    |    | ↓  |    |    |    |    |    |    |    |    |    |    |
| 15e     |    |    |    |    |    |    |    |    |    |    |    |    |    |    |    |    |    |    |    |    |    |    |    |    |    |    |    |    |    |    |    |    |    |    |
| 16e     |    |    |    |    |    |    |    |    |    |    |    |    |    |    |    |    |    |    |    |    |    |    |    |    |    |    |    |    |    |    |    |    |    |    |
| 17e     |    |    |    |    |    |    |    |    |    |    |    |    |    |    |    |    |    |    |    |    |    |    |    |    |    |    |    |    |    |    |    |    |    |    |

#### Bilan par adversaire
| Rang | Équipe                     | Pts | J | G | N | P | Bp | Bc | Diff |
| ---- | -------------------------- | --- | - | - | - | - | -- | -- | ---- |
| 1    | FC Versailles              | 6   | 2 | 2 | 0 | 0 | 6  | 3  | +3   |
| 2    | Aubagne FC                 | 4   | 2 | 1 | 1 | 0 | 2  | 0  | +2   |
| 3    | Bourg-en-Bresse 01         | 4   | 2 | 1 | 1 | 0 | 2  | 1  | +1   |
| 4    | US Quevilly-Rouen          | 3   | 2 | 1 | 0 | 1 | 6  | 3  | +3   |
| 5    | Le Mans FC                 | 3   | 2 | 1 | 0 | 1 | 6  | 5  | +1   |
| 6    | Paris 13 Atletico          | 3   | 2 | 1 | 0 | 1 | 3  | 2  | +1   |
| 7    | LB Châteauroux             | 3   | 2 | 1 | 0 | 1 | 3  | 2  | +1   |
| 8    | US Orléans                 | 3   | 2 | 1 | 0 | 1 | 4  | 4  | 0    |
| 9    | Dijon FCO                  | 3   | 2 | 1 | 0 | 1 | 2  | 2  | 0    |
| 10   | Nîmes Olympique            | 3   | 2 | 1 | 0 | 1 | 1  | 3  | -2   |
| 11   | Valenciennes FC            | 2   | 2 | 0 | 2 | 0 | 4  | 4  | 0    |
| 12   | FC Villefranche Beaujolais | 2   | 2 | 0 | 2 | 0 | 2  | 2  | 0    |
| 13   | FC Rouen                   | 1   | 2 | 0 | 1 | 1 | 4  | 5  | -1   |
| 14   | US Boulogne CO             | 1   | 2 | 0 | 1 | 1 | 2  | 3  | -1   |
| 15   | FC Sochaux-Montbéliard     | 1   | 2 | 0 | 1 | 1 | 1  | 2  | -1   |
| 16   | AS Nancy-Lorraine          | 0   | 2 | 0 | 0 | 2 | 0  | 5  | -5   |

### Statistiques de l'effectif
Voici les statistiques des joueurs de l'US Concarneau en National et en Coupe de France, :
(En italique, les joueurs partis en cours de saison)

(En gras, les joueurs arrivés au mercato hivernal)

Mise à jour le 16 mai 2025
| N°                 | Joueur                    | National | National | National    | National       | National | National     | Coupe de France | Coupe de France | Coupe de France | Coupe de France | Coupe de France | Coupe de France | Total   | Total | Total       | Total          | Total  | Total        |
| N°                 | Joueur                    | MJ (T)   | Mns      | But inscrit | Passe décisive | Averti   | Carton rouge | MJ (T)          | Mns             | But inscrit     | Passe décisive  | Averti          | Carton rouge    | MJ (T)  | Mns   | But inscrit | Passe décisive | Averti | Carton rouge |
| ------------------ | ------------------------- | -------- | -------- | ----------- | -------------- | -------- | ------------ | --------------- | --------------- | --------------- | --------------- | --------------- | --------------- | ------- | ----- | ----------- | -------------- | ------ | ------------ |
| Gardiens de buts   |                           |          |          |             |                |          |              |                 |                 |                 |                 |                 |                 |         |       |             |                |        |              |
| 1                  | Antoine Philippon (en)    | 3 (2)    | 225      | 0           | 0              | 1        | 0            | 4 (4)           | 360             | 0               | 0               | 0               | 0               | 7 (6)   | 585   | 0           | 0              | 1      | 0            |
| 16                 | Rudy Boulais              | 0 (0)    | 0        | 0           | 0              | 0        | 0            | 0 (0)           | 0               | 0               | 0               | 0               | 0               | 0 (0)   | 0     | 0           | 0              | 0      | 0            |
| 30                 | Esteban Salles            | 30 (30)  | 2655     | 0           | 0              | 1        | 1            | 0 (0)           | 0               | 0               | 0               | 0               | 0               | 30 (30) | 2655  | 0           | 0              | 1      | 1            |
| Défenseurs         |                           |          |          |             |                |          |              |                 |                 |                 |                 |                 |                 |         |       |             |                |        |              |
| 2                  | Abdelwahed Wahib          | 21 (17)  | 1529     | 0           | 1              | 6        | 0            | 2 (1)           | 103             | 0               | 0               | 1               | 0               | 23 (18) | 1632  | 0           | 1              | 7      | 0            |
| 3                  | Amílcar Silva             | 14 (8)   | 782      | 0           | 0              | 2        | 0            | 0 (0)           | 0               | 0               | 0               | 0               | 0               | 14 (8)  | 782   | 0           | 0              | 2      | 0            |
| 4                  | Guillaume Jannez          | 29 (29)  | 2535     | 0           | 2              | 4        | 1            | 3 (3)           | 270             | 1               | 0               | 0               | 0               | 32 (32) | 2805  | 1           | 2              | 4      | 1            |
| 5                  | Baptiste Etcheverria (en) | 32 (10)  | 1075     | 0           | 1              | 2        | 0            | 4 (4)           | 342             | 0               | 0               | 0               | 0               | 36 (14) | 1417  | 0           | 1              | 2      | 0            |
| 6                  | Djessine Seba             | 12 (12)  | 984      | 0           | 0              | 3        | 0            | 1 (1)           | 90              | 0               | 0               | 0               | 0               | 13 (13) | 1074  | 0           | 0              | 3      | 0            |
| 14                 | Justin Bourgault (en)     | 12 (10)  | 813      | 1           | 1              | 1        | 0            | 4 (3)           | 267             | 0               | 4               | 0               | 0               | 16 (13) | 1080  | 1           | 5              | 1      | 0            |
| 21                 | Arthur Tchaptchet         | 6 (2)    | 283      | 0           | 0              | 1        | 0            | 4 (4)           | 347             | 0               | 0               | 1               | 1               | 10 (6)  | 630   | 0           | 0              | 2      | 1            |
| 22                 | Rayan Bamba               | 25 (23)  | 1995     | 1           | 4              | 4        | 0            | 1 (0)           | 18              | 0               | 0               | 0               | 0               | 26 (23) | 2013  | 1           | 4              | 4      | 0            |
| 25                 | Amadou Seydi              | 18 (18)  | 1530     | 0           | 1              | 1        | 0            | 2 (2)           | 114             | 0               | 0               | 1               | 0               | 20 (20) | 1644  | 0           | 1              | 2      | 0            |
| Milieux de terrain |                           |          |          |             |                |          |              |                 |                 |                 |                 |                 |                 |         |       |             |                |        |              |
| 8                  | Frédéric Injaï            | 19 (10)  | 869      | 1           | 1              | 5        | 2            | 3 (2)           | 235             | 0               | 1               | 0               | 0               | 22 (12) | 1104  | 1           | 2              | 5      | 2            |
| 10                 | Baptiste Mouazan          | 28 (27)  | 2291     | 10          | 2              | 7        | 0            | 3 (2)           | 171             | 1               | 0               | 0               | 0               | 31 (29) | 2462  | 11          | 2              | 7      | 0            |
| 15                 | Gino Caoki                | 5 (2)    | 142      | 0           | 0              | 1        | 0            | 2 (1)           | 77              | 0               | 0               | 0               | 0               | 7 (3)   | 219   | 0           | 0              | 1      | 0            |
| 17                 | Maxime Etuin              | 27 (26)  | 2263     | 5           | 0              | 5        | 0            | 3 (3)           | 187             | 1               | 0               | 1               | 0               | 30 (29) | 2450  | 6           | 0              | 6      | 0            |
| 19                 | Mansour Sy                | 16 (3)   | 423      | 0           | 2              | 2        | 1            | 3 (3)           | 229             | 1               | 0               | 0               | 0               | 19 (6)  | 652   | 1           | 2              | 2      | 1            |
| 20                 | Gabriel Tutu              | 14 (1)   | 408      | 1           | 0              | 2        | 0            | 4 (1)           | 121             | 0               | 0               | 0               | 0               | 18 (2)  | 529   | 1           | 0              | 2      | 0            |
| 26                 | Thibault Sinquin          | 29 (28)  | 2501     | 0           | 1              | 5        | 0            | 3 (3)           | 270             | 0               | 0               | 0               | 0               | 32 (31) | 2771  | 0           | 1              | 5      | 0            |
| 28                 | Rayan Touzghar            | 13 (13)  | 1017     | 4           | 1              | 4        | 0            | 0 (0)           | 0               | 0               | 0               | 0               | 0               | 13 (13) | 1017  | 4           | 1              | 4      | 0            |
| 29                 | Pierre Jouan              | 3 (1)    | 109      | 0           | 0              | 0        | 0            | 2 (0)           | 31              | 0               | 0               | 0               | 0               | 5 (1)   | 140   | 0           | 0              | 0      | 0            |
| Attaquants         |                           |          |          |             |                |          |              |                 |                 |                 |                 |                 |                 |         |       |             |                |        |              |
| 7                  | Isaac Matondo             | 0 (0)    | 0        | 0           | 0              | 0        | 0            | 0 (0)           | 0               | 0               | 0               | 0               | 0               | 0 (0)   | 0     | 0           | 0              | 0      | 0            |
| 7                  | Josselin Gromat           | 13 (7)   | 625      | 2           | 1              | 1        | 0            | 0 (0)           | 0               | 0               | 0               | 0               | 0               | 13 (7)  | 625   | 2           | 1              | 1      | 0            |
| 9                  | Joseph Séry               | 25 (8)   | 1009     | 6           | 2              | 0        | 0            | 4 (4)           | 342             | 4               | 1               | 0               | 0               | 29 (12) | 1351  | 10          | 3              | 0      | 0            |
| 11                 | Youssouf Soukouna         | 32 (30)  | 2508     | 4           | 2              | 4        | 1            | 2 (1)           | 156             | 1               | 2               | 1               | 0               | 34 (31) | 2664  | 5           | 4              | 5      | 1            |
| 18                 | Stanislas Kielt           | 32 (27)  | 2238     | 8           | 7              | 2        | 0            | 4 (2)           | 182             | 1               | 0               | 0               | 0               | 36 (29) | 2420  | 9           | 7              | 2      | 0            |
| 27                 | Amadou Samoura            | 19 (7)   | 708      | 3           | 0              | 2        | 0            | 2 (0)           | 35              | 0               | 0               | 0               | 0               | 21 (7)  | 743   | 3           | 0              | 2      | 0            |

### Classement des buteurs
Voici la liste de l'ensemble des buteurs de l'US Concarneau en National et en Coupe de France.
Le classement est établi selon les critères suivants, plus grand nombre de buts inscrits, plus grand nombre de buts inscrits en championnat, plus petit nombre de matchs joués toutes compétitions confondues sinon les joueurs concernés sont placés à égalité dans le classement.
| Place | Nom                       | Matchs joués              | National | Coupe de France | TOTAL |
| 1     | Baptiste Mouazan          | 31                        | 10       | 1               | 11    |
| 2     | Joseph Séry               | 29                        | 6        | 4               | 10    |
| 3     | Stanislas Kielt           | 36                        | 8        | 1               | 9     |
| 4     | Maxime Etuin              | 30                        | 5        | 1               | 6     |
| 5     | Youssouf Soukouna         | 33                        | 4        | 1               | 5     |
| 6     | Rayan Touzghar            | 13                        | 4        | -               | 4     |
| 7     | Amadou Samoura            | 20                        | 3        | -               | 3     |
| 8     | Josselin Gromat           | 12                        | 2        | -               | 2     |
| 9     | Justin Bourgault          | 16                        | 1        | -               | 1     |
| 10    | Gabriel Tutu              | 18                        | 1        | -               | 1     |
| 11    | Frédéric Injaï            | 22                        | 1        | -               | 1     |
| 12    | Rayan Bamba               | 26                        | 1        | -               | 1     |
| 13    | Mansour Sy                | 18                        | -        | 1               | 1     |
| 14    | Guillaume Jannez          | 32                        | -        | 1               | 1     |
| -     | (csc) But contre son camp | (csc) But contre son camp | 2        | -               | 2     |
| TOTAL | TOTAL                     | TOTAL                     | 47       | 10              | 57    |

### Bilan de la saison
- Premier but de la saison :  Joseph Séry   42e (pen.) face à Paris 13 Atletico (2 - 0) le 16 août 2024 (1re journée)
- Dernier but de la saison :  Baptiste Mouazan   51e (pen.) face à Paris 13 Atletico (2 - 1) le 15 mai 2025 (34e journée)
- Premier doublé :  Baptiste Mouazan   69e   90+9e (pen.) face à Valenciennes FC (3 - 3) le 20 septembre 2024 (6e journée)
- Premier carton jaune :  Maxime Etuin  67e face à Paris 13 Atletico le 16 août 2024 (1re journée)
- Premier carton rouge :  Mansour Sy    86e face à AS Nancy-Lorraine le 23 août 2024 (2e journée)
- But le plus rapide d'une rencontre : 3 minutes 
  -  Baptiste Mouazan   3e face au FC Sochaux-Montbéliard (1 - 1) le 29 mars 2025 (27e journée)
- But le plus tardif d'une rencontre : 99 minutes
  -  Baptiste Mouazan   90+9e (pen.) face à Valenciennes FC (3 - 3) le 20 septembre 2024 (6e journée)
- Nombre de  durant la saison : 64
- Nombre de  durant la saison : 6
- Plus grand nombre de buts dans une rencontre : 7 buts
  - 3 - 4 face au FC Rouen le 1er mars 2025 (23e journée)
  - 5 - 2 face à Le Mans FC le 9 mai 2025 (33e journée)
- Plus large victoire à domicile : 4 buts
  - 5 - 1 face à l'US Quevilly-Rouen le 25 avril 2025 (31e journée)
- Plus large victoire à l'extérieur : 2 buts
  - 2 - 0 face au Aubagne FC le 31 janvier 2025 (19e journée)
- Plus grand nombre de buts dans une mi-temps d'un match de l'USC : 
  - en 1re mi-temps : 5 buts
    - face au FC Rouen (4 - 1, 0 - 2) le 1er mars 2025 (23e journée)
    - face au FC Versailles (4 - 1, 0 - 1) le 14 mars 2025 (25e journée)

  - en 2e mi-temps : 5 buts
    - face à Le Mans FC (2 - 0, 3 - 2) le 9 mai 2025 (33e journée)
- Plus grand nombre de buts de l'USC dans une mi-temps : 
  - en 1re mi-temps : 4 buts
    - face au FC Versailles (4 - 1, 0 - 1) le 14 mars 2025 (25e journée)

  - en 2e mi-temps : 3 buts
    - face à l'US Orléans (2 - 0, 0 - 3) le 6 septembre 2024 (4e journée)
    - face à Valenciennes FC (3 - 0, 0 - 3) le 20 septembre 2024 (6e journée)
    - face à Le Mans FC (2 - 0, 3 - 2) le 9 mai 2025 (33e journée)
- Plus grand nombre de buts de l'USC dans une rencontre : 5 buts
  - 5 - 1 face à l'US Quevilly-Rouen le 25 avril 2025 (31e journée)
  - 5 - 2 face à Le Mans FC le 9 mai 2025 (33e journée)
- Doublé le plus rapide : 7 minutes
  -  Rayan Touzghar   42e   45+4e face au FC Versailles (4 - 2) le 14 mars 2025 (25e journée)
- Les doublés de la saison :
  -  Baptiste Mouazan   69e   90+9e (pen.) face à Valenciennes FC (3 - 3) le 20 septembre 2024 (6e journée)
  -  Josselin Gromat   12e   41e face au Aubagne FC (0 - 2) le 31 janvier 2025 (19e journée)
  -  Rayan Touzghar   42e   45+4e face au FC Versailles (4 - 2) le 14 mars 2025 (25e journée)
  -  Baptiste Mouazan   38e   60e face à l'US Quevilly-Rouen (5 - 1) le 25 avril 2025 (31e journée)

## Affluence et télévision

### Affluences match par match
Ce graphique représente le nombre de spectateurs lors de chaque rencontre à domicile de l'US Concarneau.
- Total de 33 439 spectateurs en 16 matchs à domicile soit une moyenne de 2 090 spectateurs par match.

### Plus grosses affluences
| Rang | Match                                      | Journée                | Date       | Stade            | Affluence |
| 1    | US Concarneau - Paris 13 Atletico          | National - 1re journée | 16/08/2024 | Stade Guy-Piriou | 2 539     |
| 1    | US Concarneau - Le Mans FC                 | National - 33e journée | 09/05/2025 | Stade Guy-Piriou | 2 539     |
| 3    | US Concarneau - FC Villefranche-Beaujolais | National - 10e journée | 23/10/2024 | Stade Guy-Piriou | 2 344     |
| 4    | US Concarneau - US Quevilly-Rouen          | National - 31e journée | 25/04/2025 | Stade Guy-Piriou | 2 290     |
| 5    | US Concarneau - Dijon FCO                  | National - 12e journée | 08/11/2024 | Stade Guy-Piriou | 2 252     |

### Plus faibles affluences
| Rang | Match                              | Journée                | Date       | Stade            | Affluence |
| 1    | US Concarneau - Valenciennes FC    | National - 22e journée | 21/02/2025 | Stade Guy-Piriou | 1 697     |
| 2    | US Concarneau - US Orléans         | National - 20e journée | 07/02/2025 | Stade Guy-Piriou | 1 757     |
| 3    | US Concarneau - Bourg-en-Bresse 01 | National - 14e journée | 06/12/2024 | Stade Guy-Piriou | 1 766     |

## Équipementier et sponsoring
L'équipementier du club reste l'entreprise danoise Hummel, équipementier depuis la saison 2022-2023, en remplacement de Uhlsport.
Les principaux sponsors restent identiques à ceux de la saison précédente, à savoir Guyot Environnement, SAEN Peinture, Tanguy Matériaux, Maisons Pierre et Piriou,. Les maillots extérieur et troisième sont sponsorisés par Ar Collection Hotels, nouveau partenaire de l'USC depuis cette saison.

## Budget
Pour son retour en National, le club dispose d'un budget de 3,4 millions d'euros, un budget divisé par 2 à la suite de la descente du club en National mais un budget plus élevé lors des saisons précédentes en National.
Le budget a été élevé le 4 juin 2024 par la DNCG sous réserve du maintien du statut professionnel.